# Adam Brown
Adam Brown (Hungerford, 29 maggio 1980) è un attore e comico britannico.

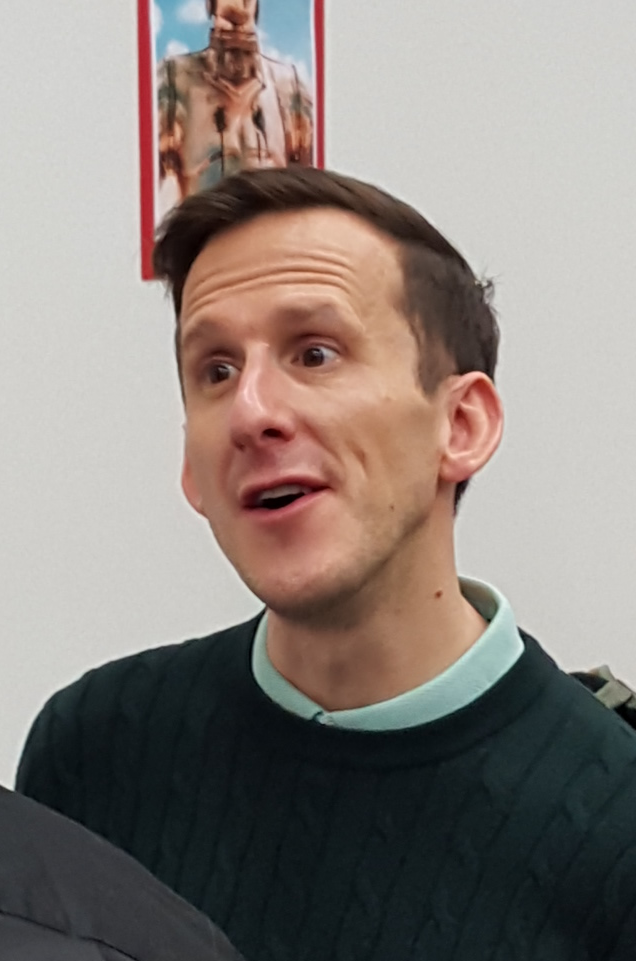
Adam Brown nel 2015

È principalmente conosciuto per i suoi ruoli a teatro e per aver interpretato il nano Ori nella trilogia cinematografica Lo Hobbit del regista Peter Jackson, basata sull'omonimo romanzo scritto da J. R. R. Tolkien.

## Biografia
Ha studiato al John O'Gaunt Community Technology College ad Hungerford. Si è qualificato in arti dello spettacolo all'Università del Middlesex, dove ha conosciuto Clare Plested, con la quale ha contribuito a fondare la compagnia britannica teatrale "Plested and Brown". Ha scritto ed interpretato tutti i sette spettacoli finora andati in scena: Carol Smillie Trashed my Room, The Reconditioned Wife Show, Flamingo Flamingo Flamingo, Hot Pursuit, Minor Spectacular, Health & Stacey e The Perfect Wife Roadshow. Dichiaratamente omosessuale, attualmente risiede a Londra.

## Filmografia parziale

### Cinema
- Lo Hobbit - Un viaggio inaspettato (The Hobbit: An Unexpected Journey), regia di Peter Jackson (2012)
- Lo Hobbit - La desolazione di Smaug (The Hobbit: The Desolation of Smaug), regia di Peter Jackson (2013)
- Lo Hobbit - La Battaglia delle Cinque Armate (The Hobbit: The Battle of the Five Armies), regia di Peter Jackson (2014)
- The Limehouse Golem - Mistero sul Tamigi (The Limehouse Golem), regia di Juan Carlos Medina (2016)
- Pirati dei Caraibi - La vendetta di Salazar (Pirates of the Caribbean: Dead Men Tell No Tales), regia di Joachim Rønning e Espen Sandberg (2017)
- Stanleyville, regia di Maxwell McCabe-Lokos (2021)

### Televisione
- Chuckle Vision - serie TV (2009)

## Doppiatori italiani
- Edoardo Stoppacciaro ne Lo Hobbit - Un viaggio inaspettato, Lo Hobbit - La desolazione di Smaug, Lo Hobbit - La battaglia delle cinque armate
- Antonio Palumbo in Pirati dei Caraibi - La vendetta di Salazar